# Georges (roman)
Pour les articles homonymes, voir Georges.

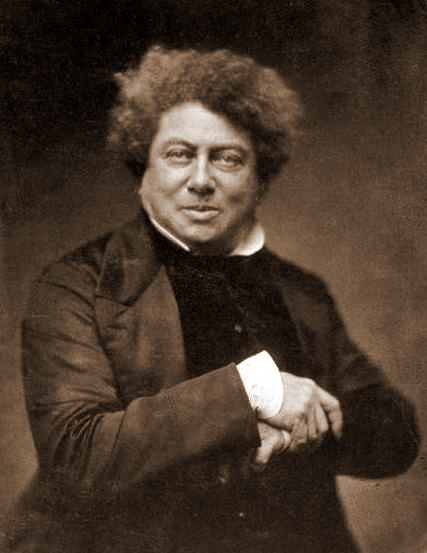
Gaspard-Félix Tournachon, dit Nadar, Alexandre Dumas, 1855.

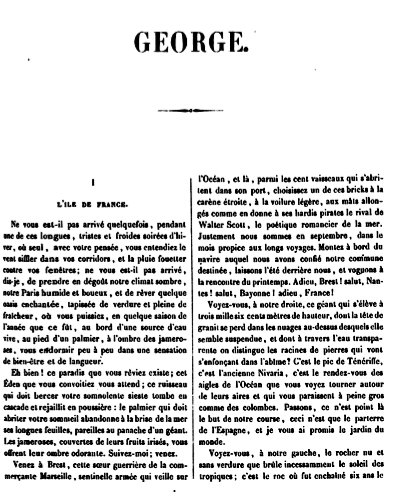
Incipit de George, contrefaçon belge de 1844.

Georges est un roman d'Alexandre Dumas, publié en 1843.
C'est l'un des rares romans d'Alexandre Dumas où l'auteur français aborde les questions de l'esclavage, du racisme, de l'abolitionnisme et de la colonisation comme thèmes centraux. Alexandre Dumas s'est inspiré de la vie de son père, le général Alexandre Davy Dumas de la Pailleterie, lui-même homme de couleur et fils d'esclave de Saint-Domingue.
Des contrefaçons belges, courantes en ce temps, portent le titre George.

## Résumé
Georges est l’histoire d’une famille de gens de couleur, les Munier, au début du XIXe siècle à l’île Maurice. Le récit se déroule sur une quinzaine d'années à partir de 1810. Après un siècle de colonisation française, l'île est devenue colonie britannique.
Pierre Munier, riche propriétaire mulâtre, a deux garçons : Jacques, âgé de 14 ans et Georges, âgé de 12 ans. Lors de la bataille de 1810 contre les Anglais, devant le refus des hommes de la Garde nationale de l'admettre dans leurs rangs, Pierre Munier forme une compagnie d'hommes de couleur et part au combat. À la tête de cette compagnie, il arrache le drapeau anglais et le ramène sur la place de Port-Louis.
Les jalousies autour du trophée engendrent le drame autour duquel vont se nouer les destinées des principaux personnages. M. de Malmédie, commandant les troupes françaises, n’apprécie pas qu'un homme de couleur soit à l'honneur. Son fils Henri, âgé de 12 ans, encore moins : il arrache le drapeau des mains de Georges et lui donne un coup de sabre au front. Jacques, pour défendre son frère, donne à Henri un coup de poing. Les pères alertés se confrontent, et Pierre Munier, habitué à la soumission, devant les Blancs, cède et laisse le drapeau à M. de Malmédie. Cette première scène est déjà annonciatrice de confrontations violentes entre les deux enfants en question, Georges et Henri.
Souhaitant protéger ses enfants et leur offrir une éducation de qualité, Pierre Munier, après cet incident, les envoie faire des études en France. Jacques répond bien vite à l'appel de mer et s'embarque sur un navire. Il deviendra un capitaine émérite, puis pirate, et enfin négrier. Georges, marqué au cœur par les humiliations, va s’aguerrir jusqu’à atteindre la perfection en tout. Il devient un homme du monde prisé à Paris et Londres, voyage en Égypte et en Orient, jusqu’à ce qu’il soit prêt à revenir dans la colonie affronter les préjugés de race.
Georges est invité au premier bal donné par le nouveau gouverneur anglais, lord Williams Murrey, dont il a fait la connaissance sur le bateau en route pour l'Île-de-France. Les préjugés n'ont pas changé en quatorze ans et les grandes familles s’insurgent de cette invitation, qu'ils vivent comme un affront. À ce bal, il retrouve pour la troisième fois Sara, nièce de M. de Malmédie, dont il est déjà amoureux : après lui avoir servi d'interprète auprès d'un marchand chinois, il l'a sauvée en mer d'une attaque de requin. Dans les jours suivants, il demandera la main de la jeune fille par l'intermédiaire du gouverneur. L'oncle et le cousin refusent le mariage, sous l'emprise du préjugé de couleur, du ressentiment et de l'intérêt, Sara, riche héritière, étant déjà promise à son cousin.
Blessé au plus profond de lui-même, bien qu'il soit confiant dans l'amour de Sara, Georges jure de se venger. Il accepte de devenir le chef d'une révolte d'esclaves et d'hommes de couleur libres avec deux frères, Nazim et Laïza. Le gouverneur est informé du complot par Antonio le Malais, qui rêve de pouvoir mais n'a pas été choisi comme chef de la révolte. Les troupes anglaises maîtrisent la rébellion. Georges et le reste de sa troupe se réfugient dans les montagnes de l'Île Maurice.
Georges, arrêté par le gouverneur, se prépare pour l'exécution capitale, quand arrive Sara, désirant l’épouser avant qu’il ne meure. Le père et le frère de Georges profitent de la cérémonie pour le délivrer. Ils s’enfuient tous sur la corvette de Jacques, la Calypso.
Mais le gouverneur a un compte à régler avec Jacques. En effet, lors d’un de ses nombreux combats navals, il avait mis en déroute la frégate le Leycester, commandée par le gouverneur à l’époque commodore. Et cette fois encore Jacques sauvera son bateau, son équipage et sa famille retrouvée, pendant que le gouverneur sombre dans le Leycester en feu.

## Ambiguïté face à la question de l'abolitionnisme
Il existe dans cet ouvrage une véritable ambiguïté quant à l’opinion de Dumas vis-à-vis de l'abolitionnisme. Nous pouvons en effet constater une certaine dénonciation de l'esclavage, mais très souvent sous la forme implicite. Dumas a ainsi souvent recours à l'ironie ou à des sous-entendus pour déclarer son opinion, ce qui laisse parfois le lecteur perplexe : la dénonciation indirecte de l'esclavage est parfois peu claire.
De plus, nous savons que Georges, censé être la figure représentative de la révolte des esclaves, est lui-même propriétaire d'esclaves.
Il y a également une description très péjorative de certains personnages de couleur, même si le contexte historique ne le sanctionnait pas. Toutefois, même si un doute peut subsister dans ce roman, la lutte contre l'esclavage de Dumas est bien réelle.

## Adaptations
Georges a été adapté en bande dessinée par le Français d'origine guadeloupéenne Roland Monpierre en 2013.